# Rezerwat przyrody Torfowisko Ustronie
Rezerwat przyrody Torfowisko Ustronie – torfowiskowy rezerwat przyrody położony na terenie gminy Witnica w powiecie gorzowskim (województwo lubuskie).

## Powołanie
Obszar chroniony utworzony został 24 grudnia 2024 roku na podstawie Zarządzenia Regionalnego Dyrektora Ochrony Środowiska w Gorzowie Wielkopolskim z dnia 9 grudnia 2024 roku w sprawie uznania za rezerwat przyrody „Torfowisko Ustronie” (Dz. Urz. Woj. Lubuskiego z 2024 r., poz. 2940). Powstał w ramach inicjatywy „100 rezerwatów na 100-lecie Lasów Państwowych”. Pierwsze badania terenowe w tym miejscu przeprowadziła już w 1996 roku Pracownia Ochrony Przyrody Lubuskiego Klubu Przyrodników.

## Położenie
Rezerwat ma 6,59 ha powierzchni, zaś jego otulina – 9,44 ha. Znajduje się w mezoregionie Równiny Gorzowskiej. Leży w obrębie ewidencyjnym Mosina (ok. 4 km na północ od zabudowań Witnicy), zaś pod kątem podziału lasów – w leśnictwie Ustronie nadleśnictwa Bogdaniec, podlegającym pod RDLP w Szczecinie. Rezerwat znajduje się w całości w granicach zespołu przyrodniczo-krajobrazowego Jezioro Wielkie oraz terenu sieci Natura 2000 obszaru specjalnej ochrony ptaków Ostoja Witnicko-Dębniańska PLB320015.

## Charakterystyka
Celem ochrony rezerwatowej jest „zachowanie ze względu na szczególne wartości przyrodnicze i naukowe mozaiki siedlisk torfowiskowo-bagiennych wraz z kształtującymi je procesami torfotwórczymi oraz stanowiskami rzadkich i zagrożonych gatunków roślin, o znaczeniu ponadregionalnym”. Ze względu na dominujący przedmiot ochrony typ obszaru chronionego określono jako fitocenotyczny, a podtyp – zbiorowisk nieleśnych, natomiast ze względu na główny typ ekosystemu typ określono jako torfowiskowy (bagienny), a podtyp – torfowisk przejściowych.
Rezerwat znajduje się w naturalnym zagłębieniu terenu, zasilanym jedynie przez wody opadowe, co rodzi ryzyko zarastania przez drzewa i krzewy. Wśród cennych gatunków znajdują się m.in. rosiczka okrągłolistna i żurawina błotna, a także gatunki flory torfotwórczej. Występujące tu torfowisko oceniane jest na około tysiąc lat.
Według stanu na grudzień 2024 roku rezerwat nie ma wyznaczonego planu ochrony ani zadań ochronnych. Widok na rezerwat dostępny jest z wieży widokowej na trasie ścieżki edukacyjnej Wzdłuż Witnej. Przy obszarze ustawiono kamień pamiątkowy.